# Евенко, Леонид Иванович
Леонид Иванович Евенко (род. 30 мая 1941, Москва) — российский ученый-экономист, оратор и общественный деятель, публицист, организатор значимых мероприятий в России и за рубежом.
С 1990 г. — ректор Высшей школы международного бизнеса (ВШМБ) Академии народного хозяйства при Правительстве Российской Федерации (с 2010 г. — ректор ВШМБ Российской академии народного хозяйства и государственной службы при Президенте Российской Федерации (РАНХиГС)).

## Биография
Л. И. Евенко родился 30 мая 1941 г. в Москве в семье работника Госплана СССР Евенко Ивана Андреевича, автора одной из первых управленческих книг «Вопросы планирования в СССР на современном этапе» (1955 г.), защищенной на соискание ученой степени кандидата экономических наук.

### Экономическая кибернетика
Л. И. Евенко окончил в 1963 г. Московский институт народного хозяйства (ныне РЭУ) им. Г. В. Плеханова с группой первого набора по применению математики в экономике. В студенческие годы сотрудничал с лабораторией экономико-математических методов АН академика В. С. Немчинова (будущий ЦЭМИ АН, где Евенко Л. И. был членом Ученого Совета), вращался в среде ученых-шестидесятников. После окончания был оставлен ассистентом на кафедре экономической кибернетики (преподавал на кафедре до 1976 г.). В соавторстве издал в 1971 г. учебник «Математические методы в планировании отраслей и предприятий» и монографию «Экономико-математическое моделирование в пищевой промышленности». Разработчик прикладных математических моделей оптимального планирования в инструментальной промышленности, промышленности сборного железобетона, на основе которой защитил в 1968 г. кандидатскую диссертацию по оптимизации размещения промышленных предприятий.

### Американистика
В 1968 г. Л. И. Евенко стал старшим научным сотрудником, затем заведующим сектором (1973 г.) и отделом (1979 г.) образованного к этому времени Института США и Канады АН СССР. С середины 70-х гг. он возглавил исследования Института в области менеджмента на материалах США, Японии, Великобритании и других стран. За время работы в Институте Л. И. Евенко написал несколько книг о системном анализе в управлении, ситуационном подходе, сравнении американского и японского менеджмента и других инновациях. Его работы: «Американский капитализм и управленческие решения» (1977 г.), «Организационные структуры промышленных корпораций США» (1983 г.), а также разделы, публиковавшиеся в монографиях в течение двух десятилетий по системному подходу к управлению, организационным структурам корпораций, управлению государственными и региональными программами, управлению инновациями, американским теориям управления, многочисленные статьи и предисловия к переводам книг по менеджменту, выходившим под его редакцией, — среди них первая книга по стратегическому менеджменту И. Ансоффа (1989), первый учебник на русском языке «Основы менеджмента» М. Мескона (1992) и другие — оказали серьёзное влияние на понимание отечественными специалистами проблем управления и подходов к их решению.
Евенко вошел в состав группы ученых, ставших пионерами научного направления и прикладных разработок в области анализа и проектирования организационных структур управления производственных и научно-производственных объединений. Это нашло отражение в книге «Организационные структуры управления производством» (1975), «Системный подход в организации управления» (1983) и других публикациях.
На протяжении всей своей профессиональной деятельности Л. И. Евенко занимался разработкой прикладных проектов, консультированием по вопросам стратегии и организационной структуры предприятий, совершенствования их управления. Некоторые проекты с его участием — «Уралэлектротяжмаш» (1973 г.), КАМАЗ (1976 г.), АФК «Система» (1997 и 2000 гг.), РСК «МИГ» (2000 г.), Русский алюминий (2000 г.), РАО ЕС (2002 г.), «Богатырь Аксес Комир» (угледобывающая корпорация, Казахстан, 2004 г.) и другие организации. В 1981 г. Евенко Л. И. защитил докторскую диссертацию по проблемам управления корпорациями и крупными государственными программами, в 1983 г. стал профессором.

### Преподавание
Начиная с 1963 г. Л. И. Евенко преподавал в вузах (МИНХ им. Г. В. Плеханова, 1964—1976 гг.; АНХ при Правительстве РФ — 1984—1988 гг.), а также в целом ряде отраслевых институтов в системе повышения квалификации. Является разработчиком и преподавателем учебных дисциплин: «Математические методы отраслевого проектирования» (1967 г.), «Анализ зарубежного опыта управления» (1971 г.), «Общий менеджмент» (для программ МВА с 1992 г.), «Стратегический менеджмент» (для программ МВА с 1996 г.); «Реструктуризация предприятий: элементы организационного проектирования» (для программ МВА с 2001 г.).
Л. И. Евенко вел преподавательскую и исследовательскую деятельность за рубежом: в Австрии (Международный институт прикладного системного анализа, 1973—1976 гг.), в Японии (Университет Хоккайдо, 1987 г.), в США (Государственный университет Сан-Франциско, 1989 г.) и в других странах.
С 1990 г. по настоящее время Л. И. Евенко является ректором Высшей школы международного бизнеса Российской академии народного хозяйства и государственной службы при Президенте Российской Федерации, профессором Кафедры развития бизнеса и менеджмента.

### Бизнес-образование
С 1991 г. Л. И. Евенко руководил, разрабатывал российскую концепцию программы МВА, занимался её практической реализацией и с 1997 г. начал работу по Президентской программе подготовки управленческих кадров для организаций народного хозяйства.
Л. И. Евенко один из основателей (1990 г.) и Президент Российской ассоциации бизнес-образования (1996—2010 гг.), ныне её Почетный Президент. Является Председателем Совета Министерства образования и науки РФ по программе ДПО МВА (с 2003 г. по 2012 г.), членом Совета западноевропейской и восточноевропейской международных ассоциаций развития менеджмента (с 1996—1997 гг. по настоящее время). Он возглавляет редакционный совет журнала «Бизнес-образование» (с 1996 г. по настоящее время). Действительный член Российской академии естественных наук.
Является автором публикаций о бизнес-образовании в книгах «Бизнес-образование в России» (1998 г.), «Бизнес-образование: специфика, программы, технологии, организация» (2004 г.), статей в журнале «Бизнес-образование» и других печатных органах.